# Ursula Markus
Ursula Markus (* 21. Juli 1941 in Bogotá, Kolumbien) ist eine Schweizer Fotografin.

## Biografie
Ursula Markus ist die älteste Tochter des Schweizer Geologen Augusto Gansser. Sie wuchs in Trinidad, im Iran und in der Schweiz auf, studierte nach der Matura 1961 bis 1962 an der Universität Zürich und bildete sich bei der Werbeagentur Advico 1962 bis 1963 zur Fotografin aus. Die Mutter zweier Töchter arbeitet als freischaffende Fotoreporterin für zahlreiche Zeitschriften und Zeitungen.

## Bücher (Auswahl)
- Bhutan, Land der verlorenen Schätze. Texte: Augusto Gansser, Christine Blanche Olschak. Hallwag, Bern/Stuttgart 1969.
- Australien. Texte: Rennie Ellis, Gerold Maurer. Zürich 1987.
- Bhutan. Texte: Augusto Gansser, Robert Schnieper, Christine Blanche Olschak. Atlantis, Freiburg i. Br. 1983.
- Zürcher Töne, im Reich der Mitte. Text: Felix Müller. A. Schöb, Zürich 1983.
- Schöpferisch spielen und bewegen. Rosmarie Metzenthin. Orell Füssli, Zürich 1983.
- Zärtliche Eltern. Text: Marcella Barth. Pro Juventute, Zürich 1984.
- Wenn der Trommelbär tanzt. Texte: Dorothée Kreusch-Jacob et al. Maier, Ravensburg 1986.
- Unter Kindern.... Texte: Marcella Barth, Lucie Hillenberg. Pro Juventute, Zürich 1987.
- Ich spiele Cello. Johannes Degen, Hug, Zürich 1987.
- Rapunzel, wo finde ich dich? Text: Angelika Reutter. Daimon, Einsiedeln 1987.
- Liebe will singen. Texte: Esther Erkel, Otto Gillen, Balthasar Staehelin. Christiana, Stein am Rhein 1988.
- Jeux dramatiques mit Kindern. Text: Heidi Frei. Zytglogge, Gümligen 1990.
- Alles über Körpersprache der Kinder. Text: Marcella Barth. Ravensburger Buchverlag, Ravensburg 1996.
- Das erste Lebensjahr. Texte: Ursula Tappolet, Lydia Scheier. Pro Juventute, Zürich 1996.
- Was sie ihrem Kind schon lange über Liebe und Sex sagen wollten. Texte: Willy Canziani, Dorothea Meili-Lehner. Pro Juventute, Zürich 1997.
- Das Elternbuch. Willy Canziani, Christian Urech. Pro Juventute, Zürich 2001.
- Pflegend begleiten. Text: Eva Witschi. Schweizerisches Rotes Kreuz, Bern 2001.
- Von Kopf bis Fuss in Bewegung. Texte: Renate Lauber, Regula Freiburghaus. Pro Juventute, Zürich 2002.
- Morgen ist alles anders, Leben mit Alzheimer. Text: Paula Lanfranconi. Schwabe Verlag, Basel 2002, ISBN 3-7965-1941-5
- Mensch Langstrasse. hier + jetzt, Baden 2004.
- Schöne Aussichten. Paula Lanfranconi. Schwabe, Basel 2007.
- Augusto Gansser. Aus dem Leben eines Welt-Erkunders. Ursula Markus-Gansser (Hg.). AS Verlag, Zürich 2008.
- Auf meine Art. Text: Reiner Anselm. TVZ. Zürich 2008.
- Ja – und? Menschen mit Behinderung erzählen. Text: Paula Lanfranconi. Helden, Zürich 2010, ISBN 978-3-905748-06-2.
- Verspielt. Text: Peter Jesse. Reformierte Medien, Zürich 2011.
- Durch dick und dünn. Text: Paula Lanfranconi. Zürich 2011, ISBN 978-3-905748-10-9.
- Das Geschlecht der Seele, Transmenschen erzählen. Text: Tanja Polli. Elster Verlag, 2013, ISBN 978-3-906065-15-1.
- Heimat im Kochtopf. Rezepte von Flüchtlingen aus aller Welt. Text: Séverine Vitali. Rotpunktverlag, 3. Auflage 2016, ISBN 978-3-85869-671-7.[4]
- Die Unsichtbaren. Sans-Papiers in der Schweiz Text: Tanja Polli. Rotpunktverlag, 1. Auflage 2021, ISBN 978-3-85869-928-2.

## Ausstellungen (Auswahl)

### Einzelausstellungen
- 1961: Zürich, Galerie Form, Kinder.
- 1967: Zürich, Galerie Form, Sechstagekrieg.
- 1982: Winterthur, Galerie Form, Die Tonhalle in China.
- 1984: Küsnacht, Hochhus, Seminar Küsnacht.
- 1988: Zürich, Tonhalle, Die Tonhalle in Südamerika.
- 1991: Lugano, Biblioteca Cantonale, Kulturaustausch Moskau-Tessin.
- 2003: Winterthur, Coalmine Fotogalerie, Perspektiven für Kinder in Armut.

### Gruppenausstellungen
- 2003: Rom, Istituto Svizzero, Il lungo addio – Der lange Abschied. (Wanderausstellung).
- 2004: Bern, Käfigturm, La Suisse plurielle.
- 2004: Chiasso/Ligornetto/Como, Biennale del’immagine, Il mondo in camera.

## Auszeichnungen
- 1983: SBG, Grosser Fotopreis der Schweiz.
- 1984: SBG, Grosser Fotopreis der Schweiz.
- 1991: World Press Photo Award.
- 2019: Lifetime Award, Swiss Photo Academy[5]